# NGC 37
NGC 37 este o galaxie lenticulară din constelația Phoenix. Diametrul acestei galaxii măsoară aproximativ 42 de kiloparseci și are o vârstă de aproximativ 12,9 miliarde de ani.

## Legături externe
- NGC 37 la WikiSky: DSS2, SDSS, GALEX, IRAS, Hydrogen α, X-Ray, Astrophoto, Sky Map, Articole și imagini